# Damigny
Damigny is een gemeente in het Franse departement Orne (regio Normandië). De plaats maakt deel uit van het arrondissement Alençon. Damigny telde op 1 januari 2022 2.425 inwoners.

## Geografie
De oppervlakte van Damigny telde op bedroeg op 1 januari 2022 4,81 vierkante kilometer; de bevolkingsdichtheid was toen 504,2 inwoners per km².

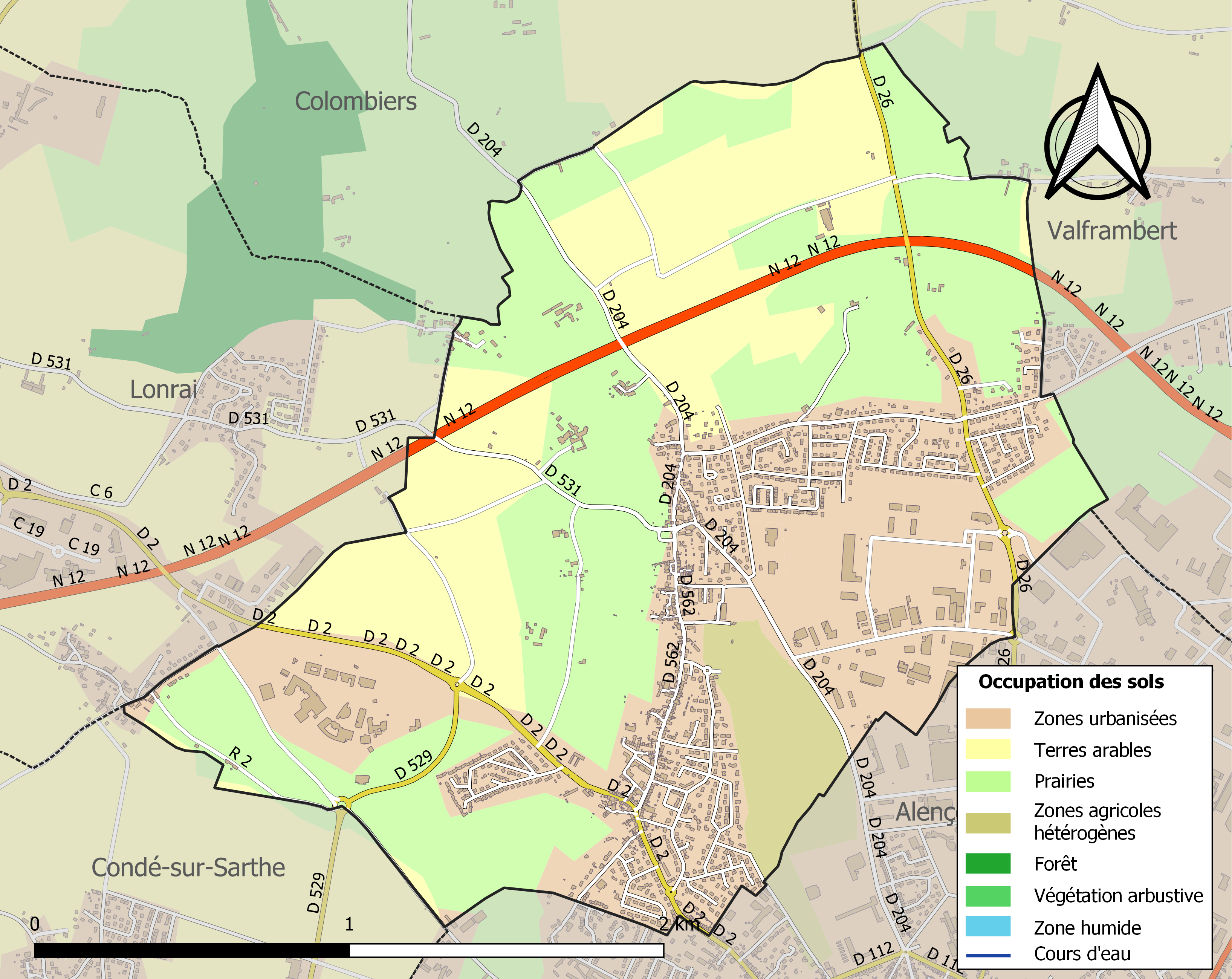
Kaart van de gemeente met belangrijkste infrastructuur, bodemgebruik en omliggende gemeenten

## Demografie
Onderstaande figuur toont het verloop van het inwonertal (bron: INSEE-tellingen).